# Hishimonus indicus
Hishimonus indicus är en insektsart som beskrevs av Sohi 1972. Hishimonus indicus ingår i släktet Hishimonus och familjen dvärgstritar. Inga underarter finns listade i Catalogue of Life.